# James Casey
James Casey (Belfast, 1944 - 27 de desembre del 2020) fue un historiador e hispanista nordirlandés especializado en la Edad Moderna y en el siglo XVII del reino de Valencia, discípulo del también hispanista John Elliott.
Doctorado por la Universidad de Cambridge en 1968, dos años después comenzó su labor como profesor en la Universidad de East Anglia. En 1979 publica The Kingdom of Valencia in the Seventeenth Century. En 2004 fue investido doctor honoris causa por la Universidad de Valencia.
De su obra el historiador Manuel Ardit ha escrito en el prólogo de uno de sus libros que «el profesor James Casey ha demostrado ser un auténtico maestro en el uso del lenguaje para describir, analizar y explicar los fenómenos históricos; en la delimitación sutil de sus componentes, en el análisis de sus interrelaciones. Y eso es lo que hizo en The Kingdom of Valencia, en el que puso de relieve las contradicciones de aquella sociedad periférica que era la valenciana en una época de lenta consolidación del estado moderno».

## Obras
- Kingdom of Valencia in the Seventeenth Century,Cambridge University Press, Cambridge, 1979 (Edición en Catalán El Regne de València al segle XVII, Barcelona, Curial, 1981) (Edición en castellano: El Reino de Valencia en el siglo XVII, Madrid, Siglo XXI, 1983).
- La hisenda del Marquesat de Llombai en temps dels Borja, Biblioteca Pública Municipal de Llombai, 1985.
- The history of the family, Oxford, B. Blackwell, 1989.
- España en la Edad Moderna: una historia social, Universidad de Valencia, 2001.
- La terra i els homes. El País Valencià a l’època dels Àustria, Catarroja, Afers, 2005.
- Familia, poder y comunidad en la España moderna. Los ciudadanos de Granada (1570-1739), Universidad de Granada y Universidad de Valencia, 2008.